# Mount Pasco
Mount Pasco ist ein Berg im ostantarktischen Kempland. Er ragt fast 50 km westlich der Edward-VIII-Bucht und 2,9 km westsüdwestlich des Storegutt auf.
Luftaufnahmen der Australian National Antarctic Research Expeditions aus dem Jahr 1956 dienten seiner Kartierung. Das Antarctic Names Committee of Australia benannte ihn nach Crawford Atchison Denman Pasco (1818–1898), Mitglied des australischen Ausschusses zur Erforschung der Antarktis im Jahr 1886.